# Cybaeodamus ornatus
Cybaeodamus ornatus là một loài nhện trong họ Zodariidae.
Loài này thuộc chi Cybaeodamus. Cybaeodamus ornatus được Cândido Firmino de Mello-Leitão miêu tả năm 1938.